# Sebastian Lang

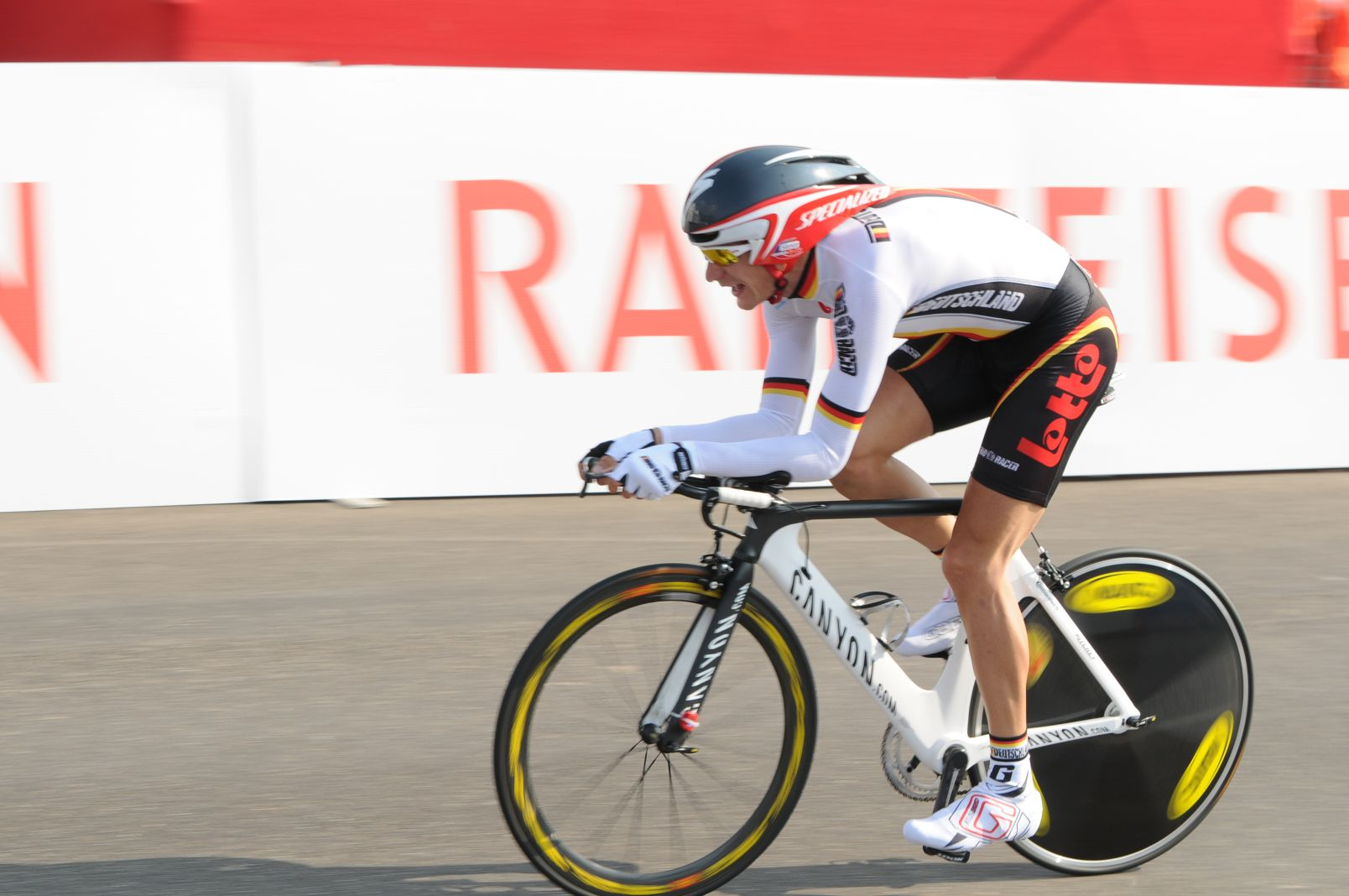
Sebastian Lang under världsmästerskapen 2009.

Sebastian Lang, född 15 september 1979 i Erfurt, är en tysk professionell tävlingscyklist. 

## Karriär
Sebastian Lang slutade tvåa i U23-världsmästerskapens tempolopp 2001 efter amerikanen Danny Pate.
Lang blev professionell inför året 2002 med det tyska stallet Gerolsteiner. Under sitt första år vann han två etapper på Rheinland-Pfalz Rundfahrt. 
Han blev tysk mästare i tempodisciplinen 2006.
När huvudsponsorn för Gerolsteiner, mineralvattentillverkaren Gerolsteiner Brunnen, valde att sluta sponsra stallet efter säsongen 2008 skrev Sebastian Lang på för två år för det belgiska UCI ProTour-stallet Silence-Lotto-Q8. Även stallkamraten i Gerolsteiner Bernhard Kohl skrev på för stallet, men blev senare avstängd för dopning innan säsongen startade.
Under sin första säsong med Silence-Lotto slutade Lang på sjunde plats på etapp 7 av Katalonien runt.

## Meriter
2006 – Gerolsteiner
- 1:a, 3 Länder-Tour
- Nationsmästerskapens tempolopp
- 1:a LUK Challenge Chrono Bühl, tillsammans med Markus Fothen
- 1:a Internationale Hessen-Rundfahrt, etapp 3
- 4:a, Prolog – Tour de France 2006
- 4:a, Prolog – Dauphiné Libéré 2006.

2005 – Gerolsteiner
- Etapp 5 – Hessen Rundfahrt

2004 – Gerolsteiner
- 1:a, bästa unga cyklist och etapp 1 – Hessen Rundfahrt

2003 – Gerolsteiner
- 1:a, Danmark Rundt
- Karlsruheversicherungs GP
- 1:a, Prolog – Tour of Rhodes

2002 – Gerolsteiner
- Etapp 1 och 4 – Rheinland-Pfalz Rundfahrt

## Stall
- Gerolsteiner 2002–2008
- Omega Pharma-Lotto 2009–